# Intrépide (1800)
Pour les articles homonymes, voir L'Intrépide.
L’Intrépide est un navire de guerre espagnol puis français, construit en 1799 et coulé en 1805.

## Construction
Construit au Ferrol, en Espagne, en 1799 comme vaisseau de ligne espagnol sous le nom d’Intrepido, il est vendu à la France en 1800.

## Trafalgar
Le 29 vendémiaire an 14 (21 octobre 1805), l’Intrépide, sous les ordres du capitaine Infernet, est un des vaisseaux de l'avant-garde franco-espagnole lors de la bataille de Trafalgar.
Le contre-amiral Dumanoir commande cette avant-garde forte de six vaisseaux, avec le Formidable (80 canons), le Scipion (74 canons), le Duguay-Trouin (74 canons), le Mont-Blanc (74 canons), l’Intrépide et le Neptuno (espagnol de 80 canons). L'attaque de Nelson laissa ces navires en dehors de la confrontation principale et Dumanoir n'exécuta pas immédiatement les ordres de l'amiral Villeneuve de s'engager dans la bataille.
Le capitaine Infernet et son équipage, désireux de participer aux combats, désobéirent aux ordres de Dumanoir et s'engagèrent dans la bataille, suivi du navire espagnol Neptuno sous les ordres du capitaine Valdés. L’Intrépide se battit contre les HMS Leviathan, Africa, Agamemnon, Ajax, Orion et Conqueror, pour ne hisser le drapeau blanc que vers 17 h 0, la moitié de l'équipage étant mort.
L’Intrépide fut plus tard sabordé suivant les ordres de l'amiral Collingwood pour éviter qu'il ne soit repris par la contre-attaque de l'escadre française menée, deux jours plus tard, par le capitaine Julien Cosmao à bord du Pluton.